# El Bon Pastor (Murillo)
El Bon Pastor, és un oli sobre llenç de 123 × 101 cm realitzat pel pintor sevillà Bartolomé Esteban Murillo prop de l'any 1660, pertanyent a la pintura barroca. Es troba a la col·lecció permanent del Museu del Prado (Madrid) i està inventariat amb el núm. P00962.

## Història
La pintura de El Bon Pastor va ser comprada, juntament amb altres, el 1744 per la reina Isabel Farnese als hereus del cardenal i president del Consell de Castella Gaspar de Molina y Oviedo procedent de l'antiga col·lecció que el mencionat cardenal posseïa.
El quadre va ser engrandit per poder mostrar-se com a parella del Sant Joan Baptista Nen i destinat al Palau Reial de La Granja de San Ildefonso el 1746, passant posteriorment al Palau d'Aranjuez a on apareix a dos inventaris de 1747 i 1774, i d'allà va ser portat al Palau Reial de Madrid on va romandre entre 1814 i 1818 fins a la seva arribada al Museu del Prado el 1819, on continua formant parella en la seva exposició amb el Sant Joan Baptista Nen.
Del vell tema del Bon Pastor, interpretat per Murillo en versió infantil, se'n coneixen tres: 
- la que probablement és la més antiga, la del Museu del Prado, pintada cap a 1660, presenta el Nen reposant una mà en l'ovella perduda, mirant l'espectador amb un cert aire malenconiós i assegut en un bucòlic paisatge de ruïnes clàssiques, el que fa d'ella una eficaç imatge de devoció.
- Una versió posterior, en Londres, Col·lecció Lane, amb Jesús en peu conduint el ramat, deixa més espai al paisatge pastoral i el rostre del Nen, dirigit ara al cel, guanya en expressivitat. La seva parella en el passat, el Sant Joan i l'anyell de Londres, National Gallery, en el que el petit Baptista apareix amb el rostre rialler mentre abraça l'anyell amb infantil frescor, va cridar l'atenció de Gainsborough que va poder posseir una còpia i inspirar-se en ell per al seu Nen amb gos de la col·lecció Alfred Beit.
- L'última versió d'aquest tema en (Frankfurt del Main, Städelsches Kunstinstitut), treballada amb notable soltesa de pinzell i colors suaus, pertany ja als anys darrers del pintor, amb un sentit de la bellesa més dolça i delicada.[3]

Fernando de la Torre Farfán va descriure un trio de quadres realitzats per Murillo en un altar efímer col·locat a la placeta davant de l'església de Santa María la Blanca de Sevilla, i els treballs de la qual van ser costejats pel canonge Justino de Neve, amic de Murillo i impulsor de les obres del mencionat temple. L'edifici antic medieval va quedar transformat en un espectacular temple d'estil barroc, la seva conclusió el 1655 es va celebrar amb solemnes festes i organització de processons, amb l'aixecament d'arcs de triomf i altars efímers a tot el recorregut on devien passar els reis i el seu seguici. Torre Farfán va descriure totes les festes, així com l'església i els decorats instal·lats a la plaça situada davant el temple, on segons el cronista:
| « | Sobre l'altar es va formar el primer cos, aquest es va partir en tres nínxols o portades, la d'enmig va tenir vint peus d'alçada i 14 d'amplada. Al nínxol que passava com principal es va col·locar una admirable pintura de «Concepció», estudi meditat amb singular esforç de Bartolomé Murillo, […] A la mà dreta es va fabricar un altre nínxol, sobresortia una bellíssima pintura del gran referit artífex: és un tendre Nen el bàcul i pells del qual ho fan conèixer per «Pastor amant d'un ramat de xais», que li assetgen la pietat i li adoren les sandàlies. Al costat esquerre en un altre nínxol de la mateixa composició i mida un altre llenç que va ajudar la correspondència. Va ser també de B. Murillo i conté un altre bellíssim infant Pastor, igual a la sobirania de colors, no en el respecte de la dignitat, assisteix també un anyell acontentant-se en conèixer-ho i adorar-ho, senyals clares perquè, sense que sigui suficient el seu dit que explica el seu silenci, deixi d'aclamar-lo com pel «Baptista» | » |
| — Fiesta que celebró la Iglesia Parroquial de Santa María la Blanca, capilla de la Santa Iglesia Metropolitana y Patriarcal de Sevilla en obsequio del nuevo breve concedido por Nuestro Santísimo Padre Alejandro VII, en favor del purísimo misterio de la Concepción. Sevilla. 1666 | |   |

 Aquestes dues obres dels pastors van ser donats com els que figuraven al Museu del Prado en el catàleg de Madrazo de 1910 amb el núm. 962 i 968. Segons la descripció de El Bon Pastor sembla que de fet és el corresponent a la versió de Londres.

## Descripció

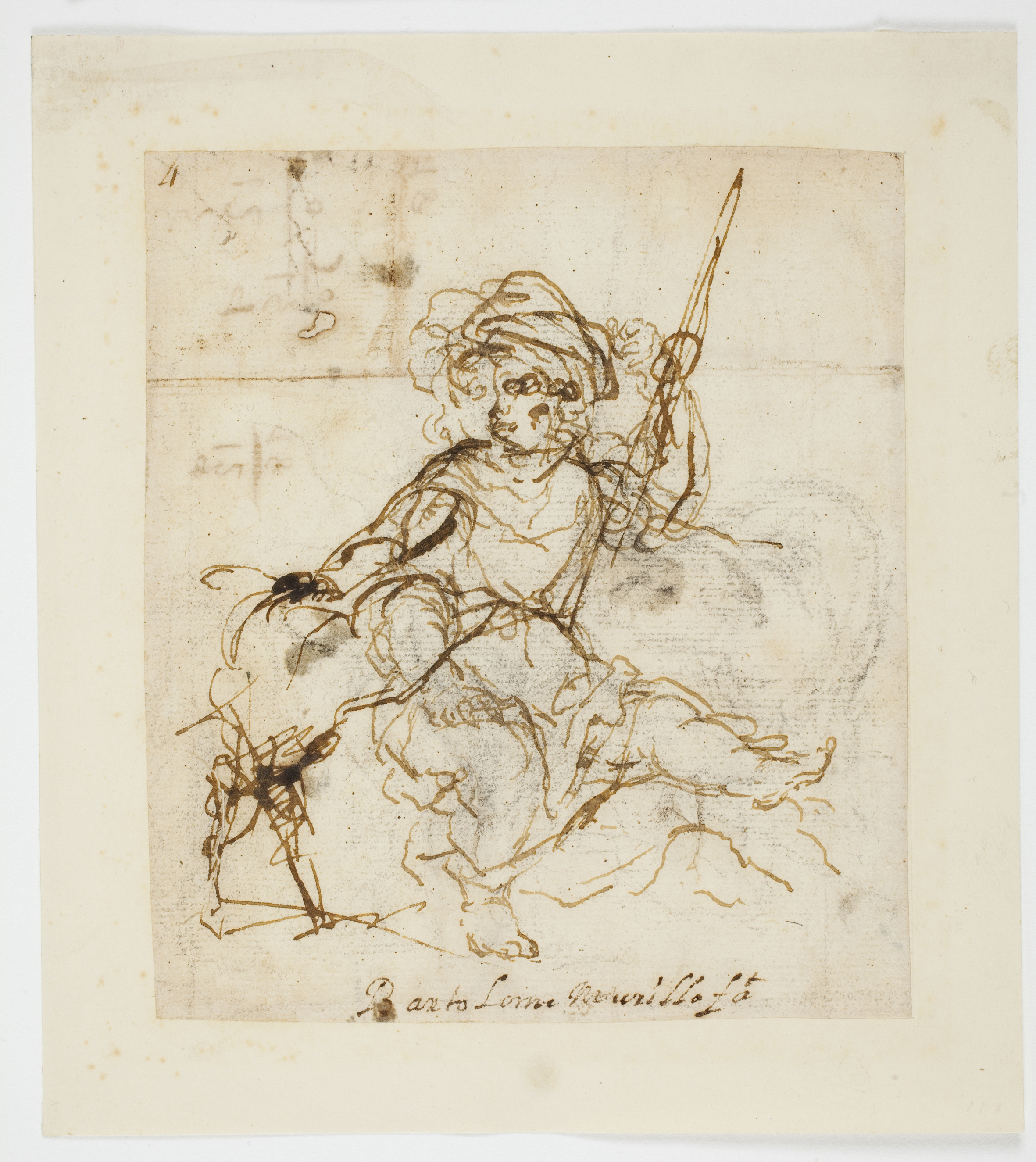
Dibuix-esbós per la pintura El Bon Pastor (Museu del Prado -llegat Villaescusa-).

Cap a l'any 1660, Murillo ja era un pintor reconegut, en aquesta obra introdueix efectes de llum brillants que il·luminen els personatges centrals, -en piramidal Jesús i l'ovella-, aconsegueix una cara nítida. Les línies de composició verticals i horitzontals trencades per la diagonal del bastó o bàcul de pastor i de la seva cama esquerra marquen un paral·lelisme amb el que trenca el simetrisme i reforça l'efecte quadriculat que dona la resta de la composició. El paisatge del fons deixa entreveure unes arquitectures de línies rectes, mentre que la resta del ramat quasi s'esvaeix a la part dreta de l'espectador entre els núvols del cel pintats de forma vaporosa. Al cantó dret inferior es troba marcada amb una flor de lis que correspon al senyal que demostra la pertinença de la mencionada obra a la col·lecció d'Isabel Farnese.
La composició va estar preparada per previs dibuixos, un d'ells el Bon Pastor es troba també al Museu del Prado. Com a era habitual, molts artistes s'inspiraven en obres d'altres, sobretot en gravats, així Ceán Bermúdez va ser dels primers de comparar aquesta obra de Murillo amb un gravat de Stefano della Bella, que havia estat publicat en una edició de les Metamorfosi d'Ovidi.

### Una altra descripció
A la fitxa 864 del catàleg del museu del Prado per Pedro de Madrazo i Kuntz de 1872, amb el nom de El nen Déu, pastor es descriu:
| « | Es representa Jesus nen, d'edat de sis o vuit anys, assegut en una pedra, amb el braç esquerre sobre l'anyell i a la mà dreta el bàcul; descalç, vestit amb túnica color de rosa i samarra, i descobrint la cama esquerra. Al darrere de la figura surt un tros de cornisa i part d'un penyal amb arbres i arbusts, i més lluny un tros de columna antiga sobre el seu pedestal. Al costat oposat se'n van els ulls per una dilatada plana, on està un ramat pasturant.- Figura dempeus i mida natural. Quadre de la millor època de l'autor. | » |
| — Pedro de Madrazo y Kunt. Catálogo descriptivo é histórico del Museo del Prado de Madrid (1872) p. 472 | |   |

## Tema iconogràfic
En temps paleocristians la imatge del Bon Pastor ja era utilitzada com a imatge de Crist que salva i té cura de les seves ovelles, i fins i tot també com una al·legoria de l'eucaristia. El tema emprat per Murillo deu la seva inspiració al text de l'Evangeli de Sant Joan (10, 11-14) on es narra la comparació entre Jesucrist amb el Bon Pastor que dona la seva vida per les seves ovelles: «Jo sóc el Bon Pastor. El Bon Pastor dona la seva vida per les ovelles». Madrazo opinava que l'ovella que es troba en primer terme en la qual Jesús recolza la seva mà esquerra, faria referència a l'ovella esgarriada de l'Evangeli de Sant Mateu (18, 12): «Si un té cent ovelles i se li perd una, no deixarà a la muntanya les noranta-nou restants i anirà a la recerca de l'extraviada?»